# Hubert Kairuki Memorial University

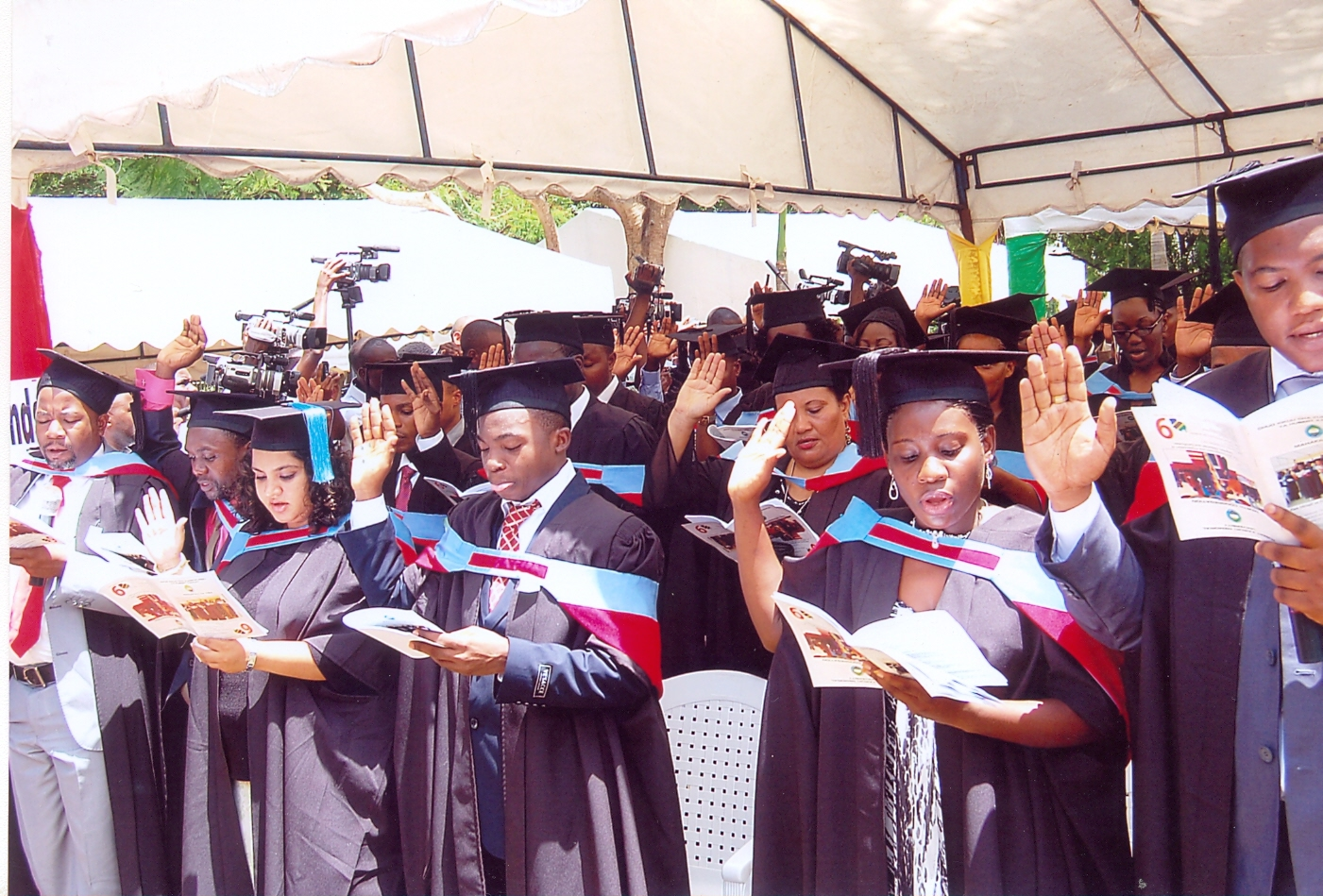
HKMU Medizin-Absolventen (2011)

Die Hubert Kairuki Memorial University (HKMU) ist eine staatlich anerkannte private Universität in Daressalam (Tansania). Im Studienjahr 2016/17 unterrichteten 56 Dozenten rund 1400 Studenten.

## Lage
Die Universität liegt im Block 70 der Chwaku Street im Bezirk Mikocheni, der zum Distrikt Kinondoni gehört. Die Entfernung zum Stadtzentrum von Daressalam beträgt etwa sieben Kilometer.

## Geschichte
Die Hubert Kairuki Memorial University ist nach ihrem Begründer Hubert C.M Kairuki und seiner Frau Kokushubira Kairuki benannt. Die Universität wurde 1997 gegründet und war 2000 eine der ersten Privatuniversitäten in Tansania, die staatlich anerkannt wurde.

## Studienangebote
Neben Zertifikats- und Diplomausbildungen können in den zwei Fakultäten Medizin und Krankenpflege folgende Studien durchgeführt werden (Programm 2021/22):
- Doktor der Medizin
- Bachelor in Naturwissenschaft und Pflege
- Bachelor für Sozialarbeit
- Postgrade-Studien

## Zusatzangebote
- Wohnen: Direkt Gegenüber dem Hauptgebäude der Universität liegt ein Wohnheim mit 456 Plätzen für männliche und weibliche Studenten.
- Essen: Die privat betriebene Mensa bietet täglich drei Menüs an. Das Kochen in den Unterkünften ist nicht gestattet.
- Gesundheit: Alle Studenten müssen beim National Health Insurance Fund (NHIF) registriert sein. Damit haben sie Anspruch auf stationäre und ambulante Leistungen gemäß den NHIF-Richtlinien.[6]

## Rangliste
Von EduRank wird die Universität als 14. in Tansania, als Nummer 440 in Afrika und 9853 weltweit geführt (Stand 2021).